# Скаврон Богдан Мар'янович
Богда́н Мар'я́нович Скавро́н (* 28 березня 1973, Долина) — український поет, прозаїк і журналіст.

## Біографічні дані
Народився в сім'ї інженера Мар'яна Скаврона і виховательки Ганни Скаврон (до шлюбу Круцько). З 1980 по 1990 рік навчався в Долинській середній школі № 6. 1990 року вступив до Львівського університету на факультет журналістики й 1995 року закінчив навчання. З 1990 до 1997 року проживав, навчався і працював у Львові. Від 1997 року мешкає в Івано-Франківську. До вересня 2013 року був одружений з Любов'ю Скаврон (до шлюбу — Шпинта), має сина Віктора (* 1998).

## Журналістська діяльність
У 1991 році разом з однодумцями із Спілки незалежної української молоді Андрієм Карпінським, Петром Ласійчуком, Олегом Мазепою і Володимиром Паллагом Богдан Скаврон узяв участь у створенні молодіжної газети «Клич України», яка нерегулярно виходила до березня 1992 року.
З травня 1992 року він репортер кримінальної хроніки тижневика «Post-Поступ». У вересні того ж року був делегований на міжнародну конференцію з журналістського розслідування, яку проводили в Москві журнал «Огонёк» і газета «Совершенно секретно». Наприкінці 1993 року короткий час працював репортером львівської газети «Ратуша». З лютого 1994 року — на посаді редактора відділу кримінальної хроніки газети «Експрес», з листопада 1997 року Богдан Скаврон працював редактором представництва газети «Експрес» в Івано-Франківську. З липня 2005 року він на посаді заступника редактора івано-франківської газети «Галицький кореспондент». З 2014 року Богдан Скаврон працював новинарем на інформаційних інтернет-ресурсах. З червня 2021-го він редактор стрічки новин сайту ТСН.ua.

## Літературна творчість
З 1985 року Богдан Скаврон був член літературного гуртка при долинській районній газеті «Червона Долина», яким тоді керував Василь Олійник. Перший вірш Богдана Скаврона опубліковано 1986 в тій же газеті.
1994 році в співавторстві з Андрієм Карпінським Богдан Скаврон видав книжку поезій «БАСКи: Листки дуба Герніки», тексти з якої використовували у своїй творчості хмельницькі рок-групи «Мотор'ролла» та «Вакцина». 2001 року в журналі «Четвер» Богдан Скаврон опублікував фрагменти своєї містичної повісти «Філкам». 2004 року у співавторстві з Любов Скаврон видав книжку «Гамлат. Старі байки» — історичну містифікацію про химерний світ жителів міста-фортеці Станиславова (тепер — Івано-Франківськ) наприкінці XVIII століття.

## Твори
- «БАСКи: Листки дуба Герніки», 1994, поетична збірка
- «Філкам», 2001, містична повість
- «Гамлат. Старі байки», 2004, збірка оповідань
- «Гори і люди». — Хмельницький: ФОП Мельник А. А., 2017. — 268 с. ISBN 978-617-7094-81-3

## Нагороди і відзнаки
У 2001 році Богдан Скаврон став лауреатом премії імени Памви Беринди за опубліковані в газеті «Експрес» статті на тему історії Галича. У 2006 році він дістав Івано-Франківську міську премію імени Івана Франка за публікації в газеті «Галицький кореспондент».

## Зовнішні зв'язки
- Збірка «БАСКи: Листки дуба Герніки»